# Vedeseta
Vedeseta – miejscowość i gmina we Włoszech, w regionie Lombardia, w prowincji Bergamo.
Według danych na styczeń 2009 gminę zamieszkiwało 220 osób przy gęstości zaludnienia 11,1 os./1 km².